# نغمة نقية
النغمة النقية هي موجة جيبية قد تكون (موجة جيب أو جيب التمام). وهذا يعني أنه بغض النظر عن الخصائص المميزة الأخرى مثل السعة أو الطور، فإن الموجة تسير على وتيرة واحدة. وتعتبر موجات الجيب وجيب التمام هما الأساس لكل الموجات الأكثر تعقيدا.
وتتميز موجة الجيب بترددها (عدد الدورات في الثانية الواحدة) أو بطولها الموجي (المسافة بين قمتين متتاليين أو قاعين متتالين) أو بالسعة (حجم كل دورة).

## المكتشف
الموجة الجيبية النقية هي موجة اصطناعية. ويعتبر هرمان فون هلمهولتز هو مكتشفها. باستخدام صفارة إنذار هلمهولتز. وكان هذا قبل اختراع المذبذبات.

## نظرية فورييه
تنص متسلسلة فورييه على أن أي موجة دورية يمكن تحويلها إلي سلسلة من الموجات الجيبية بترددات مختلفه على هيئه سلسله من التوافقيات.

## النغمة المرجعية
النغمة المرجعية هي نغمة نقية ناتجة من تردد معروف، باستخدام معدات خاصة.
وأشهر نغمة مرجعية تستخدم في وسائل الإعلام هي  −20dB . ويستخدم مهندسوا الصوت هذة النغمة في ضبط معدات التشغيل للوصول إلي نغمة صوت مريحة للجماهير.

## نغمة الاختبار القياسية
في الإتصال عن بعد، نغمة الاختبار القياسية هي نغمة نقية تستخدم عادة في اختبارات معايرة ترددات وأطوار النغمات. مثل:MIL-STD-188 المستخدمة من قبل وزارة دفاع الولايات المتحدة. وفي قوانين اللوائح الفدراليه (Code of Federal Regulations).

## نغمة إشارة
نغمة الإشارة هي دالة دورية وتستخدم للإشارة إلى حالة معينة مثل: نغمات الخط الهاتفي أو الإنذار المسموع. تستخدم هذة النغمات في شبكات الهاتف بكثرة للإشارة إلي حالات عديدة مثل: نغمة اتصال أو نغمة مشغول أو نغمة الرقم غير متاح.

## وصلات خارجية
- Pure tones & complex sounds
- Downloadable reference tones